# Jerónimo Cósida
Pour les articles homonymes, voir Vallejo.

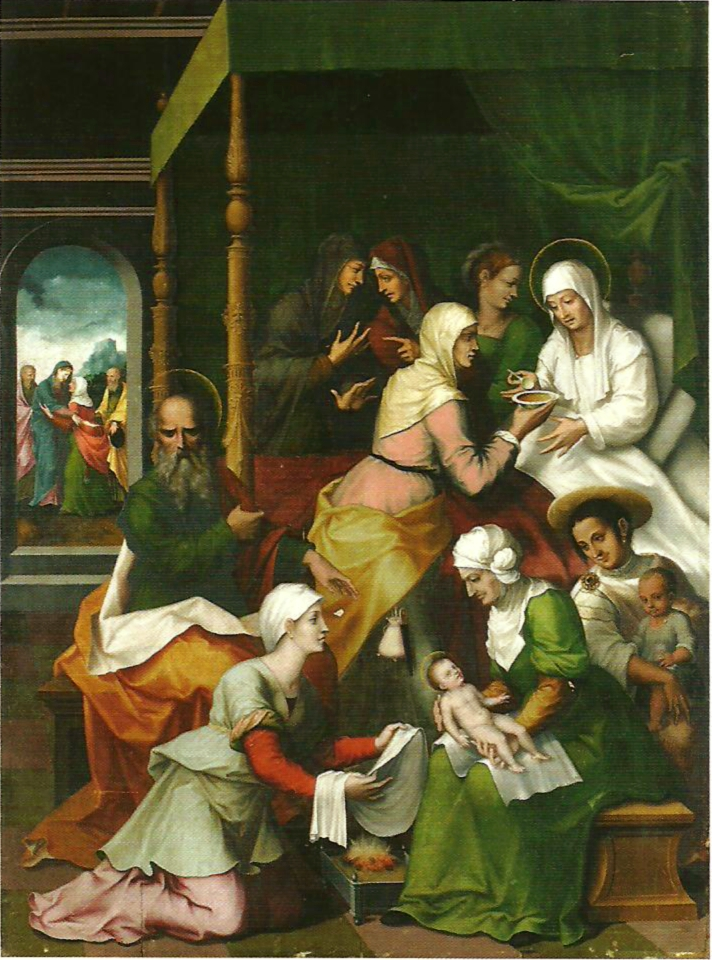
La Naissance de Jean le Baptiste, panneau du retable principal de la Chartreuse Notre-Dame d'Aula Dei, 1574-1585, huile sur bois, musée de Saragosse.

Jerónimo Vicente Vallejo Cósida (né avant 1510 - mort le 5 avril 1592), est un peintre, sculpteur, architecte et orfèvre de la Renaissance espagnole, actif dans la région de Saragosse.